# جان اکلس
سر جان کارو اکلس (انگلیسی: Sir John Carew Eccles؛ ۲۷ ژانویهٔ ۱۹۰۳ – ۲ مهٔ ۱۹۹۷) یک دانشمند در زمینه علوم اعصاب اهل استرالیا بود.
وی همچنین برنده جوایزی همچون جایزه نوبل فیزیولوژی و پزشکی شده است.